# Bleckede
Bleckede is een gemeente in de Duitse deelstaat Nedersaksen, die deel uitmaakt van het Landkreis Lüneburg. Bleckede telt 9.561 inwoners. De eerste E in de plaatsnaam wordt als é uitgesproken.

## Geografie
Bleckede wordt doorsneden door de Elbe. De gemeente ligt in twee natuurgebieden, die gedeeltelijk uit het oeverland van de Elbe bestaan, en gedeeltelijk uit tot 90 m hoge, grotendeels beboste, heuvels ten zuiden daarvan. Zie de links onderaan voor meer uitvoerige Duitstalige informatie over deze natuurgebieden.

### Stadsdelen
Blijkens artikel 4, lid 1, van de hoofdgemeenteverordening d.d. 2 december 2021 bestaat de gemeente uit de volgende 13 stadsdelen:
- Alt Garge, aan de Elbe, 6 km O (ten oosten van de stad)
- Barskamp, 7 km ZO
- Bleckede-Wendischthun (incl. Neu-Bleckede; aan de rechter Elbeoever; van 1949-1990 DDR-gebied)
- Brackede, 8 km N, aan de Elbe
- Breetze, 3 km ZZW
- Garze, 2 km NW
- Garlstorf, 10 km NW, aan de Elbe
- Göddingen, 3 km ZO
- Karze, 4 km WNW
- Radegast, 6 km NW
- Rosenthal, 5 km NW
- Walmsburg, 4 km O van Barskamp, 2 km W van Neu Darchau
- Wendewisch, 2 km ten W van Garlstorf, aan de Elbe

## Buurgemeenten
- In het noorden aan de overkant van de Elbe, in Mecklenburg-Voor-Pommeren: Boizenburg
- In het noordoosten aan de overkant van de Elbe, in Nedersaksen: Amt Neuhaus
- In het westen: dorpen in de Samtgemeinde Scharnebeck (zie kaart in kader)
- In het zuiden: dorpen in de Samtgemeinde Dahlenburg
- In het zuidwesten: dorpen in de Samtgemeinde Ostheide
- In het zuidoosten: Neu Darchau in de Samtgemeinde Elbtalaue, Landkreis Lüchow-Dannenberg.

## Infrastructuur

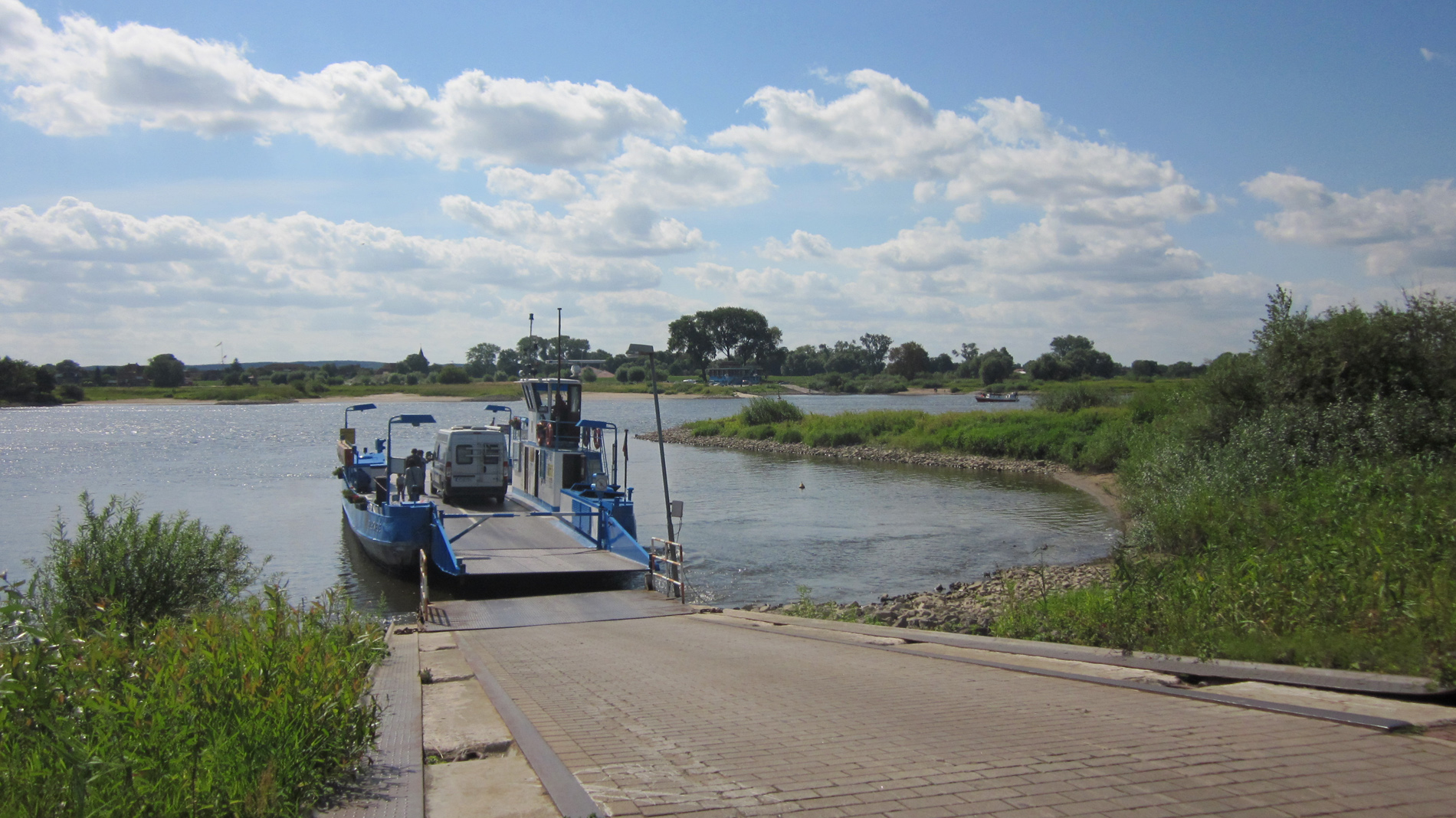
Pontveer Neu Bleckede

Bleckede ligt ietwat afgelegen en niet nabij hoofdverkeerswegen.
Een 23 km lange weg, geen Bundesstraße, loopt van Bleckede westwaarts naar Lüneburg. Dat is de dichtstbijzijnde grotere stad in de omgeving. Hamburg ligt nog ongeveer 50 km verder naar het westen.
Bleckede kan vanuit Lüneburg per streekbus bereikt worden; per trein is het stadje niet bereikbaar. Weliswaar loopt er een spoorlijntje van Bleckede naar Lüneburg en naar Alt Garge, maar daaroverheen rijden alleen historische dieseltreinen voor incidentele toeristische ritten in de weekends. Wel is geopperd, dit spoorlijntje op te knappen en er gewone passagierstreinen op te laten rijden, maar tot dusver is dit te duur gebleken. 
Tussen Bleckede en Neu Bleckede bestaat een veerverbinding over de Elbe. Op de pont kunnen ook auto's meevaren. Bij slecht weer, ijsgang en bij zeer hoge of lage waterstanden vaart de pont niet, en op zon- en feestdagen is er een beperkte dienstregeling.
Bleckede heeft een jachthaven aan de Elbe, evenals Alt Garge.

## Geschiedenis

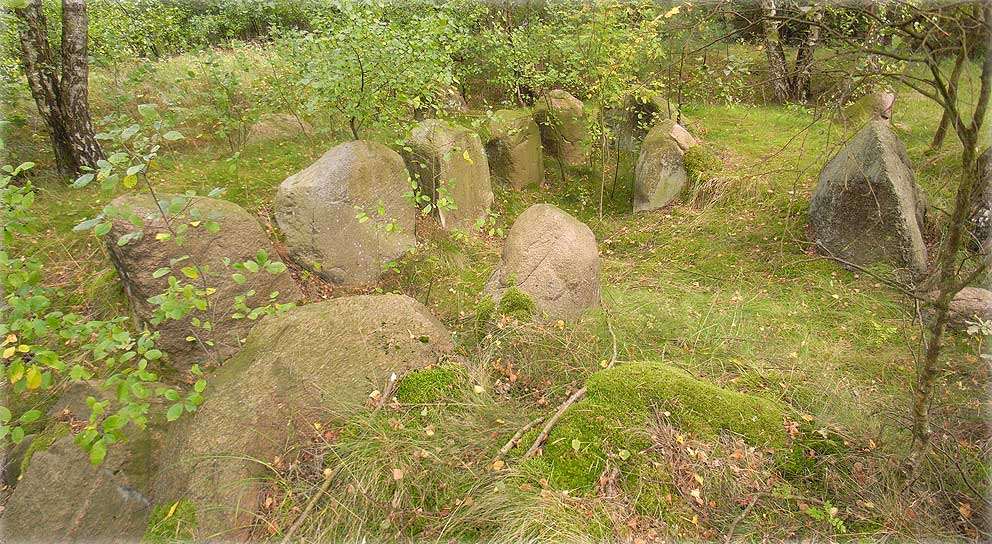
Ganggraf van Barskamp, Sprockhoff-nummer 705
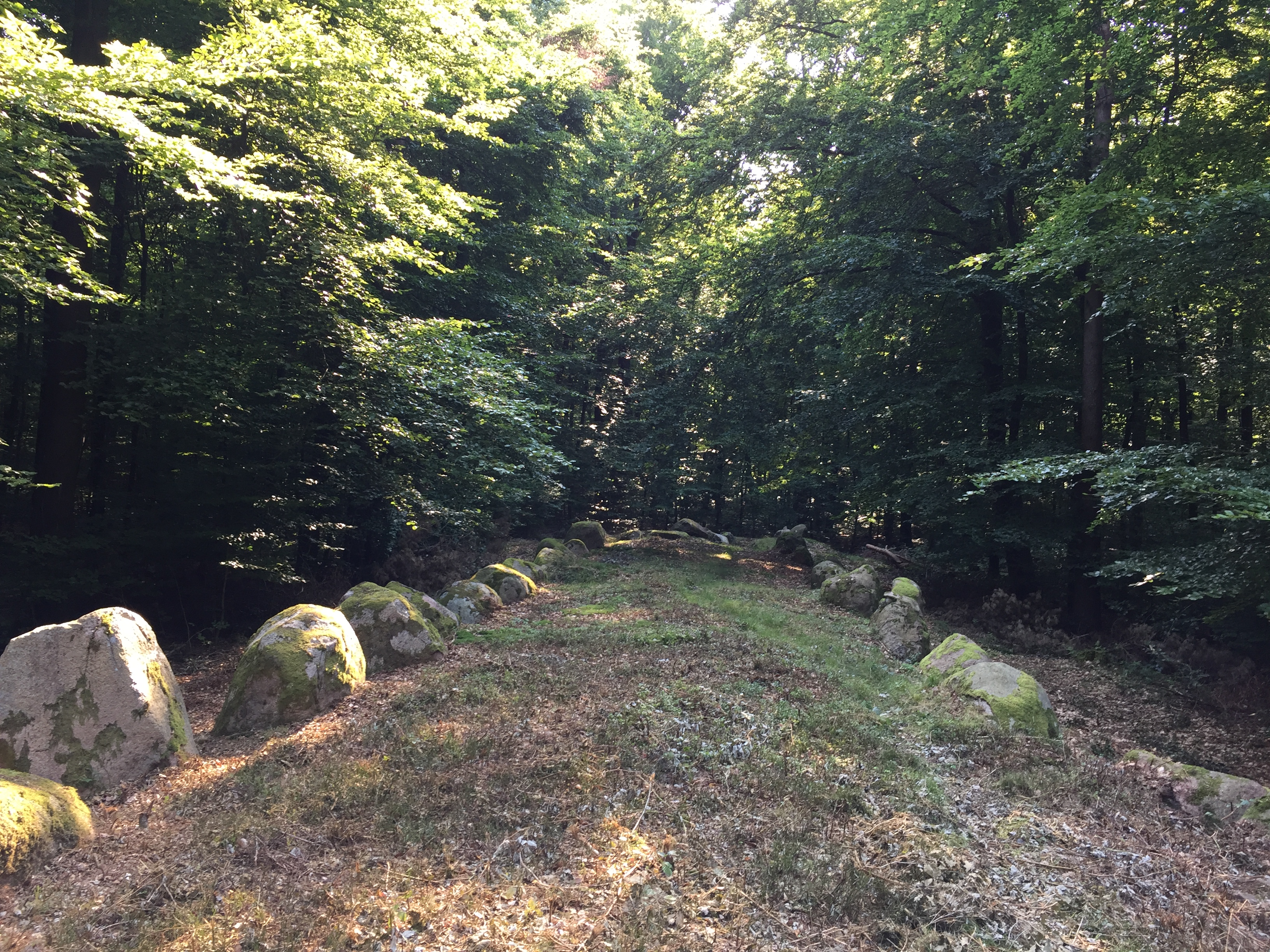
Hunebed in het Schieringer Forst, Sprockhoff-nr. 706
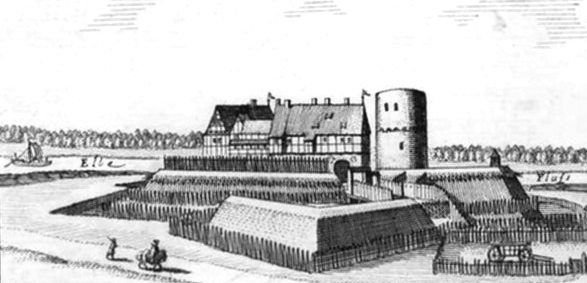
Kasteel Bleckede, Merian-prent uit 1654
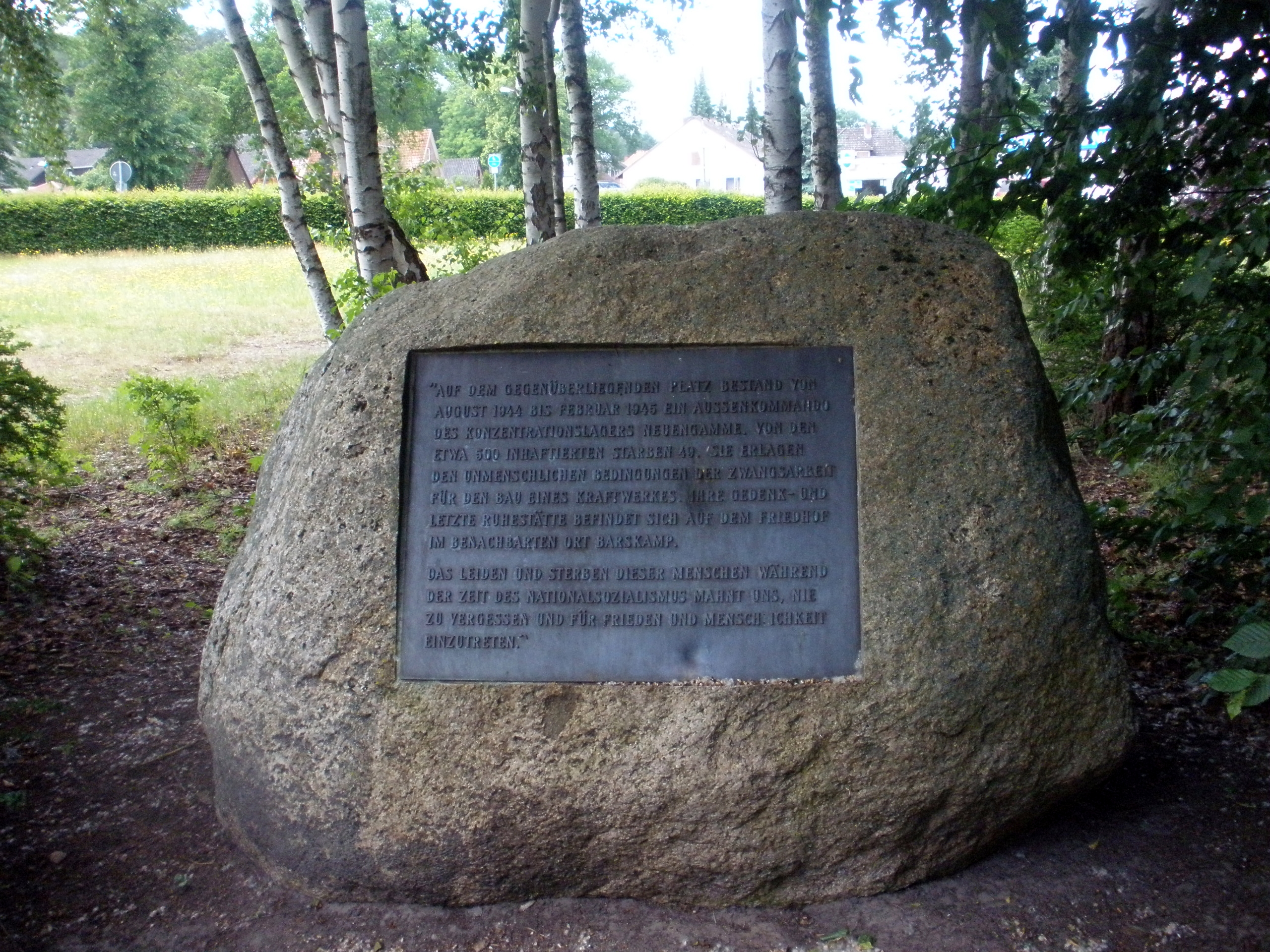
Gedenksteen KZ Alt Garge
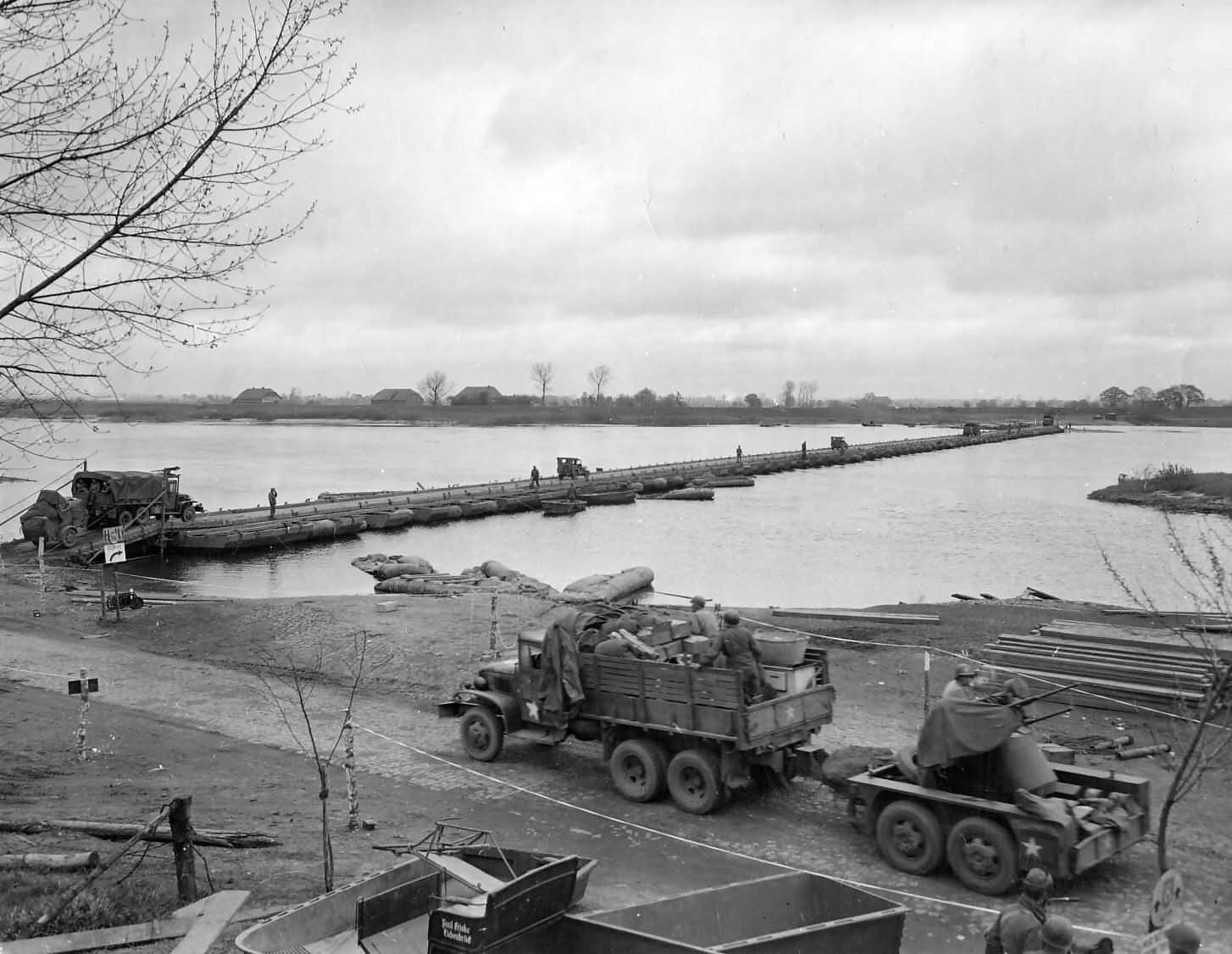
April 1945: de US Army legt een pontonbrug over de Elbe.

De streek rond Bleckede was reeds in de Jonge Steentijd bewoond. Hiervan getuigen o.a. het ganggraf bij Barskamp, gemaakt door dragers van de Trechterbekercultuur en dat dateert van 3200-2500 v.Chr., en enige andere monumenten uit dezelfde tijd, die liggen in het bos Schieringer Forst ten oost-zuidoosten van dit dorp.
In 1209 liet hertog Willem van Lüneburg (1184-1213) aan de Elbe een handelsstad stichten, die eerst Leeuwenstad, en pas later Bleckede heette, en die pas in 1310 officieel stadsrechten verkreeg.
In 1666 werd Bleckede door een stadsbrand nagenoeg geheel verwoest.
Van 1917 totdat de Geallieerden die in 1948 vernietigden, was er bij Bleckede een grote militaire olie-opslagplaats en -terminal gevestigd.
Gedurende de Tweede Wereldoorlog, ten tijde van Adolf Hitlers Derde Rijk, was er aan de Elbe bij Alt Garge een concentratiekamp van de SS. Het was een nevenkamp (Außenlager) van Neuengamme. De gevangenen moesten er een elektriciteitscentrale, met steenkool als brandstof, bouwen. Deze is van 1946 tot 1974 in bedrijf geweest.
Aan het eind van de Tweede Wereldoorlog was de gemeente Bleckede eind april 1945 de locatie, waar de geallieerden zich een bruggenhoofd over de Elbe bevochten, teneinde naar Sleeswijk-Holstein op te rukken. Bij de gevechten vielen hier ongeveer 85 doden.
Tijdens de Duitse deling was ook Bleckede gedeeld. Het stadsdeel aan de rechteroever, Neu-Bleckede, maakte deel uit van de DDR (gemeente Teldau, Landkreis Hagenow, Mecklenburg-Voor-Pommeren), terwijl de rest van Bleckede in de Bondsrepubliek lag. In 1993 ging Neu-Bleckede, net als Amt Neuhaus, over naar de West-Duitse deelstaat Nedersaksen.

## Economie
Met name vanwege het natuurschoon en de recreatiemogelijkheden langs de Elbe heeft zich toerisme ontwikkeld, de belangrijkste pijler van de plaatselijke economie.
De haven van Bleckede dient voornamelijk de pleziervaart, en is ook aanlegplaats voor toeristische Elbe-rondvaartboten.
Op de bedrijventerreinen van Bleckede zijn talrijke kleine en middelgrote bedrijven gevestigd, overwegend met niet meer dan 200 medewerkers en van niet meer dan regionaal belang. Direct ten oosten van de stad wordt dicht bij de oever van de Elbe grootschalig grind gedolven.
Te Bleckede is een van de twee Duitse opleidingsinstituten gevestigd, waar politiehonden en speurhonden voor de douane worden getraind. De instelling beschikt over meer dan 200 hectare, bebost, oefenterrein.
Veel inwoners van Bleckede zijn woonforensen, die in grotere steden in de regio een baan hebben.

## Bezienswaardigheden, recreatie
- Iets ten noorden van het stadje staat een omgracht, van oorsprong middeleeuws, in de 17e eeuw herbouwd en in de 20e eeuw tot kantoor- en museumgebouw verbouwd kasteel. Dit Elbschloss Bleckede is o.a. in gebruik als, mede voor kinderen in schoolklasverband bedoeld, informatiecentrum[3] voor het Biosphärenreservat Niedersächsische Elbtalaue, een zich langs de oevers van de Elbe uitstrekkend natuurreservaat. Van een oude, ronde bergfried van dit kasteel, die op de Merian-prent uit 1654 goed te herkennen is, bleef een 9 meter hoge torenstomp gespaard. Hier is later een metalen uitzichttoren bovenop gebouwd. Er is in het kasteel ook een klein aquarium aanwezig. Elders in het gebouw is een zaal voor huwelijkssluitingen ingericht.
- In de weekends, met name 's zomers, kan men toeristische treinritjes maken op de toeristische spoorweg naar Lüneburg v.v.
- De gemeente ligt aan verscheidene langeafstands-fietsroutes.
- In Neu-Bleckede staat een bijzonder rustpunt voor fietsers, Café/Radlerherberge Alte Schule. Het is niet alleen een uitspanning, maar ook een klein museum over de bijzondere situatie van dit gebied, dat als enig deel van de gemeente in de DDR heeft gelegen, aan de beruchte Duits-Duitse grens.
- Een zeer bijzonder altaarstuk van houtsnijwerk is te zien in de in 1957 gebouwde evangelisch-lutherse Verlosserkerk te Alt Garge. Het beeldt de verkondiging van het christelijk geloof uit. Het is gemaakt van zeven stammen van lindenbomen. De maker, Otto Flath, (* 9 mei 1906 in Staritzke bij Kiev, toen nog Rusland; † 10 mei 1987 in Bad Segeberg) heeft in Noord-Duitsland veel kerkelijke kunst geproduceerd; het altaar te Alt Garge geldt als één van zijn meest geslaagde werken.
- In verscheidene van de dorpen in de gemeente vindt men een schilderachtig kerkje of een aantal oude vakwerkboerderijen. Langs de Elbe loopt een bochtige weg, die door verscheidene van deze dorpen heen loopt, en deel uitmaakt van toeristische (fiets)routes.
- Bleckede ligt aan de Elberadweg, een langeafstands-fietsroute.

## Afbeeldingen

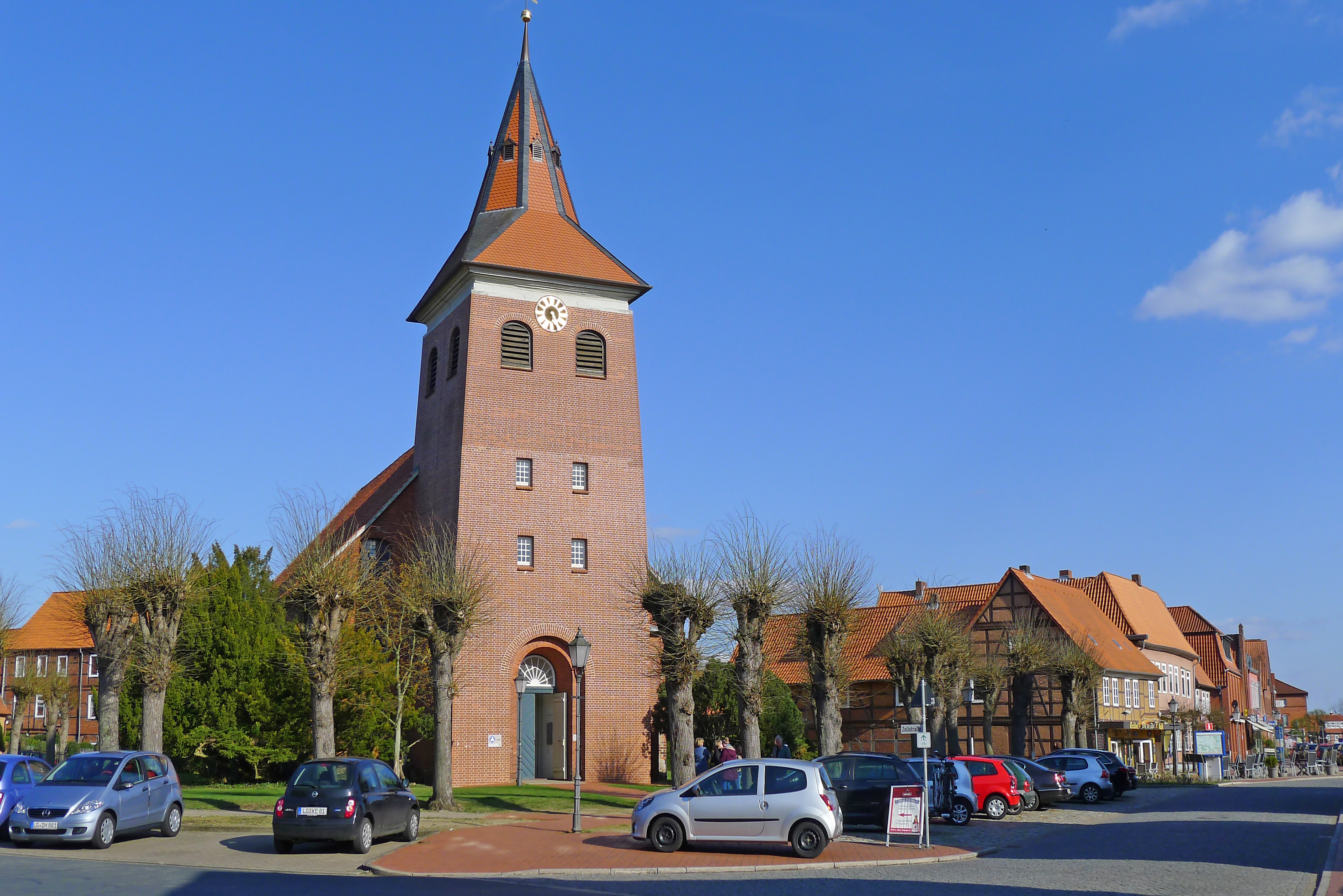
Evang.-lutherse St. Jacobikerk, Bleckede (1767)
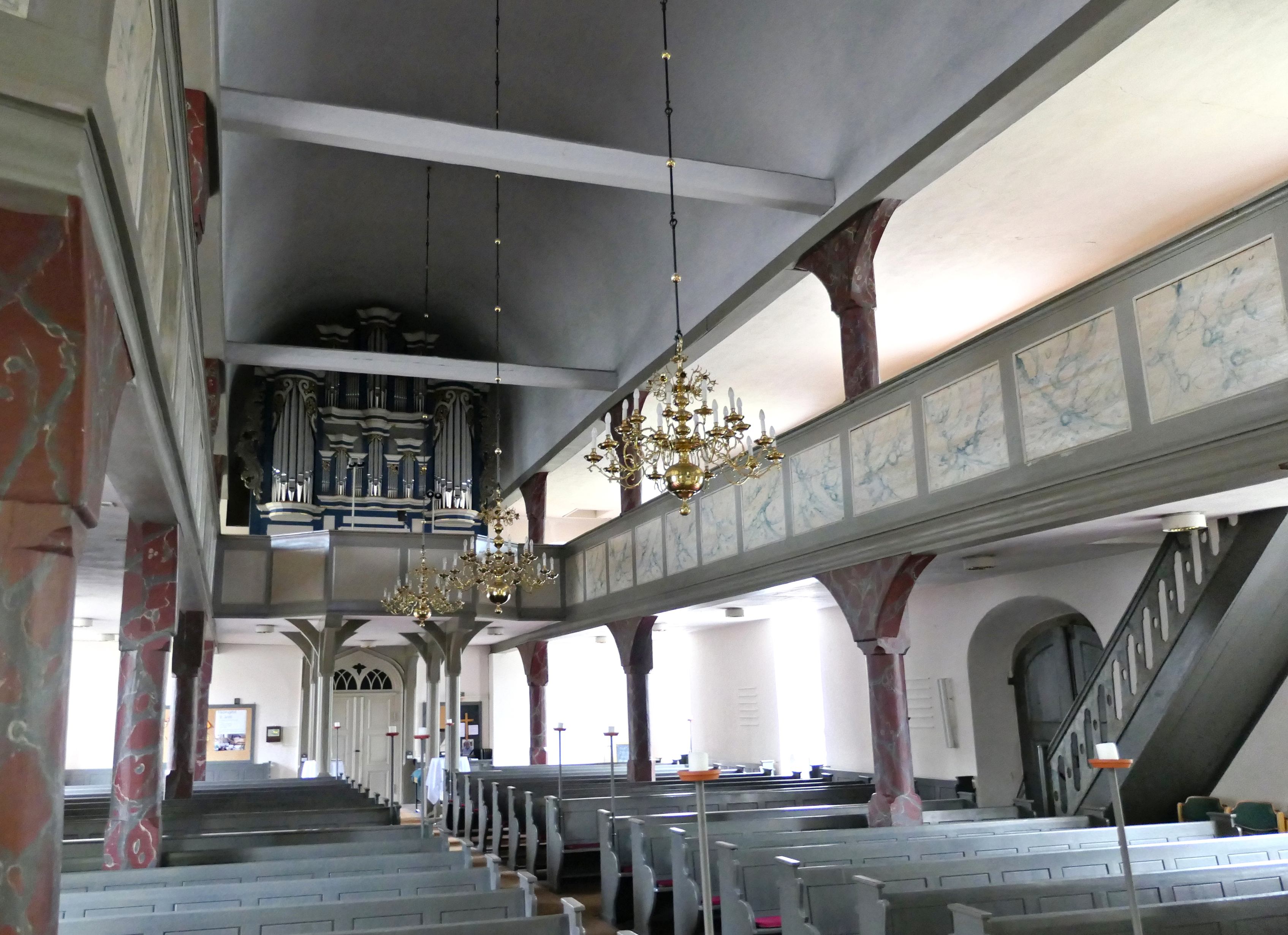
Interieur van deze kerk
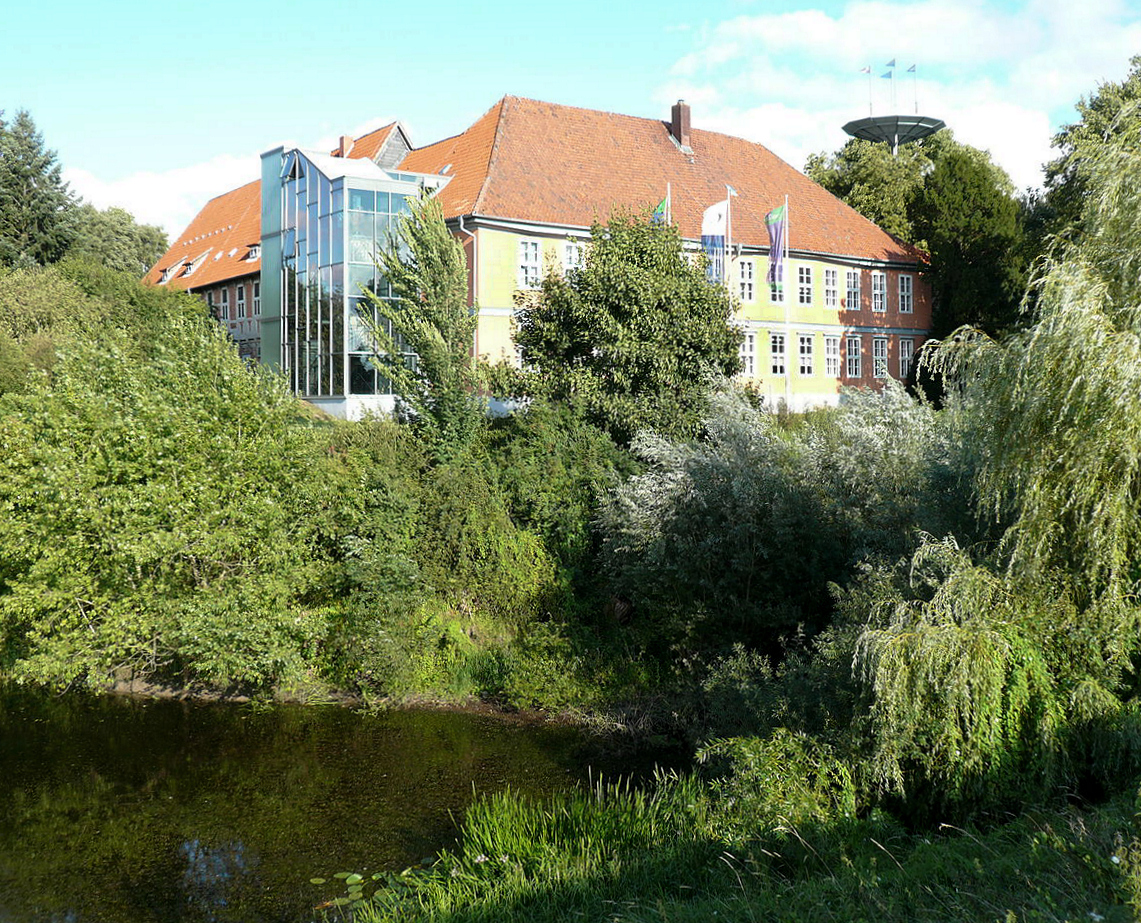
Kasteel ElbSchloss Bleckede (1)
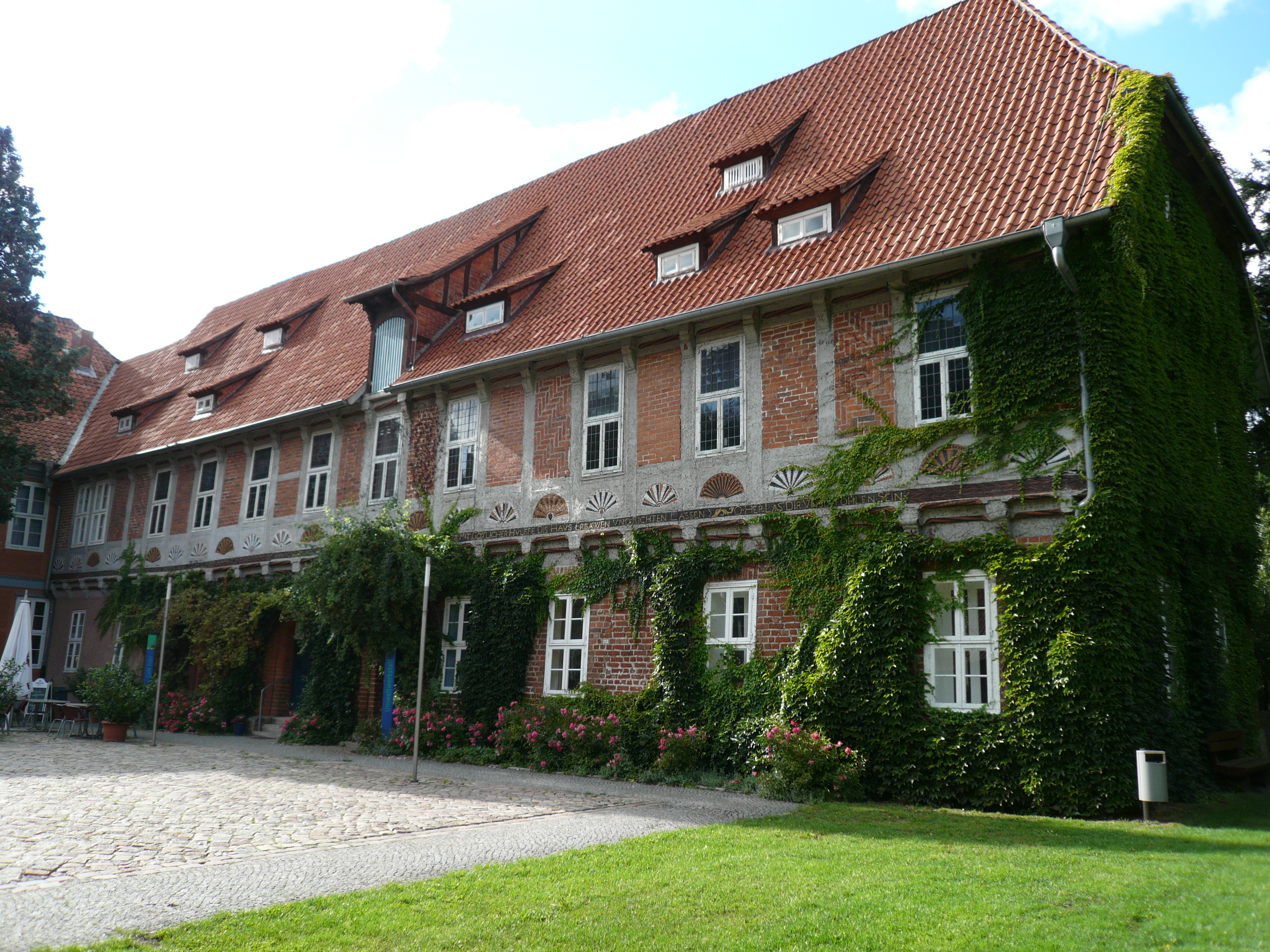
Kasteel ElbSchloss Bleckede (2)
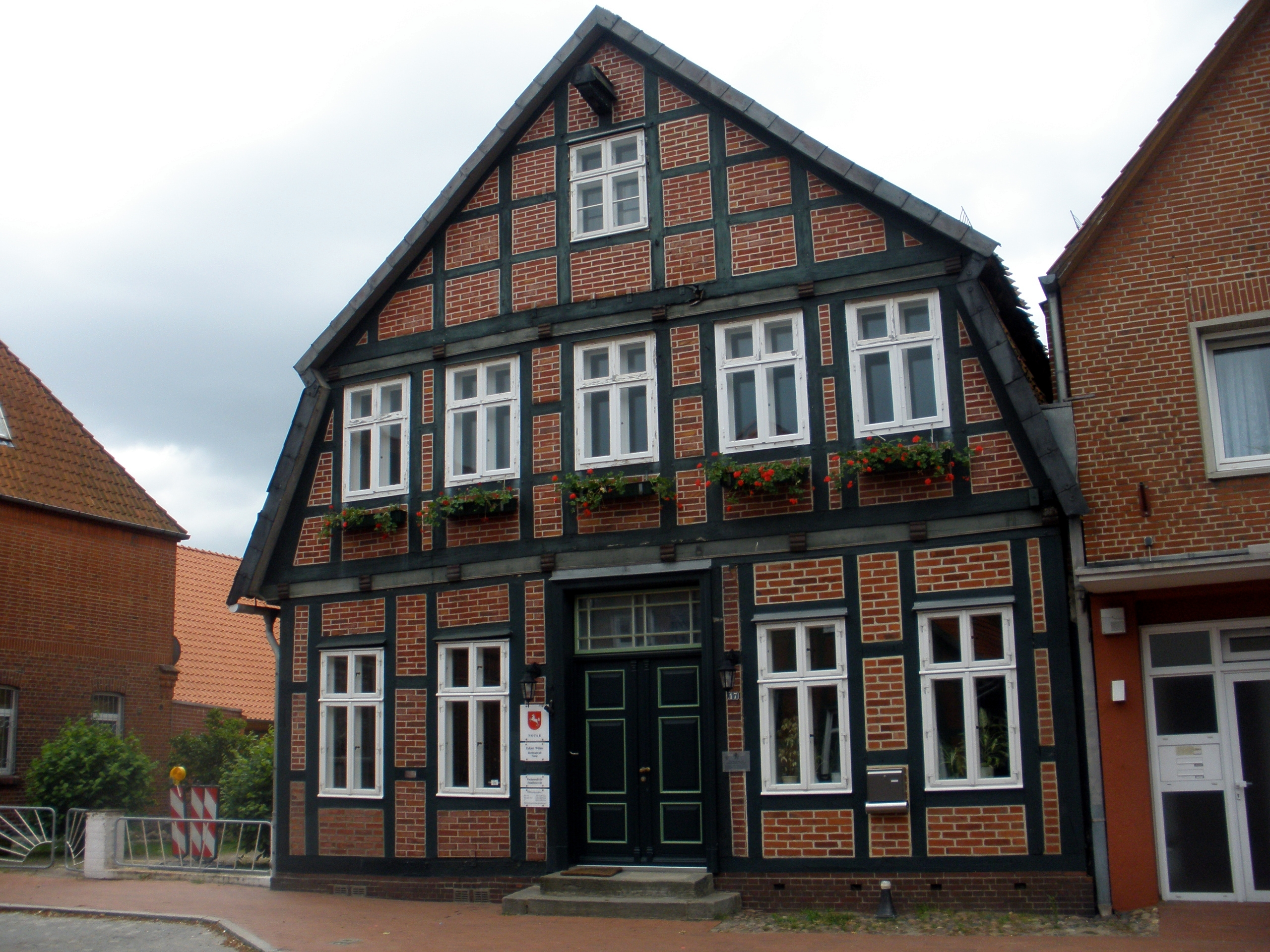
Vakwerkhuis in Bleckede (voormalige synagoge)
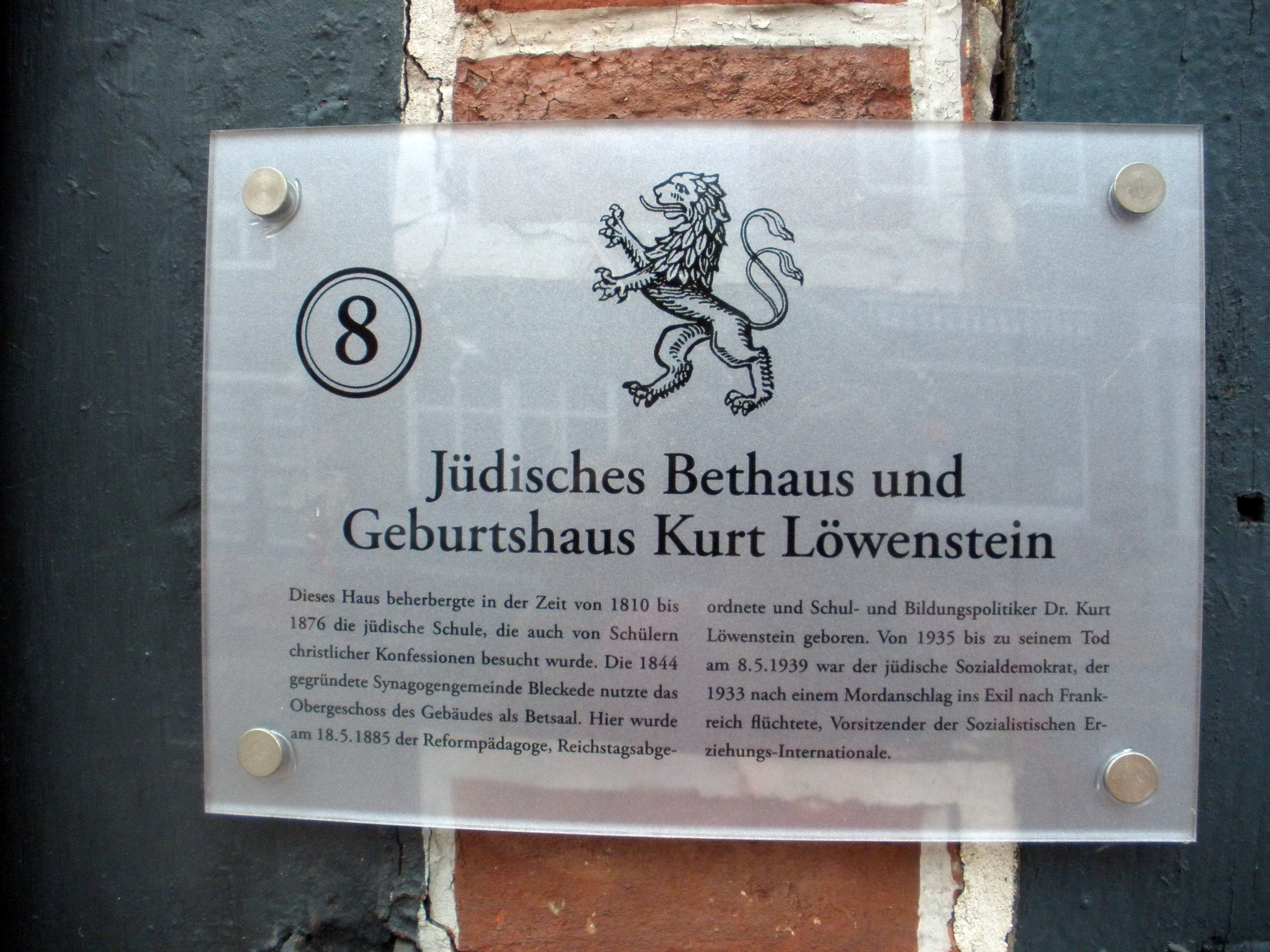
Informatiepaneel op dit huis
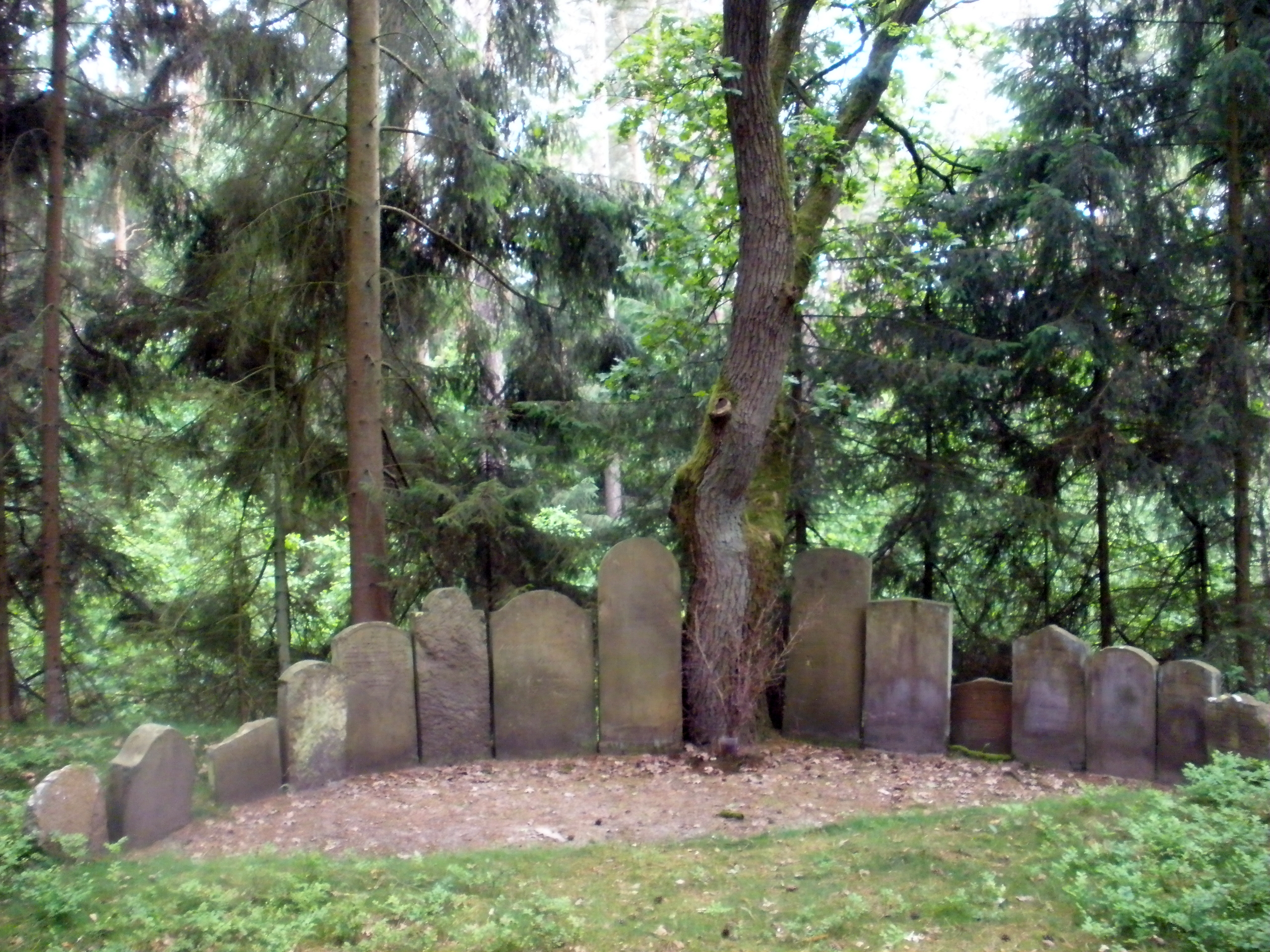
Voormalige Joodse begraafplaats
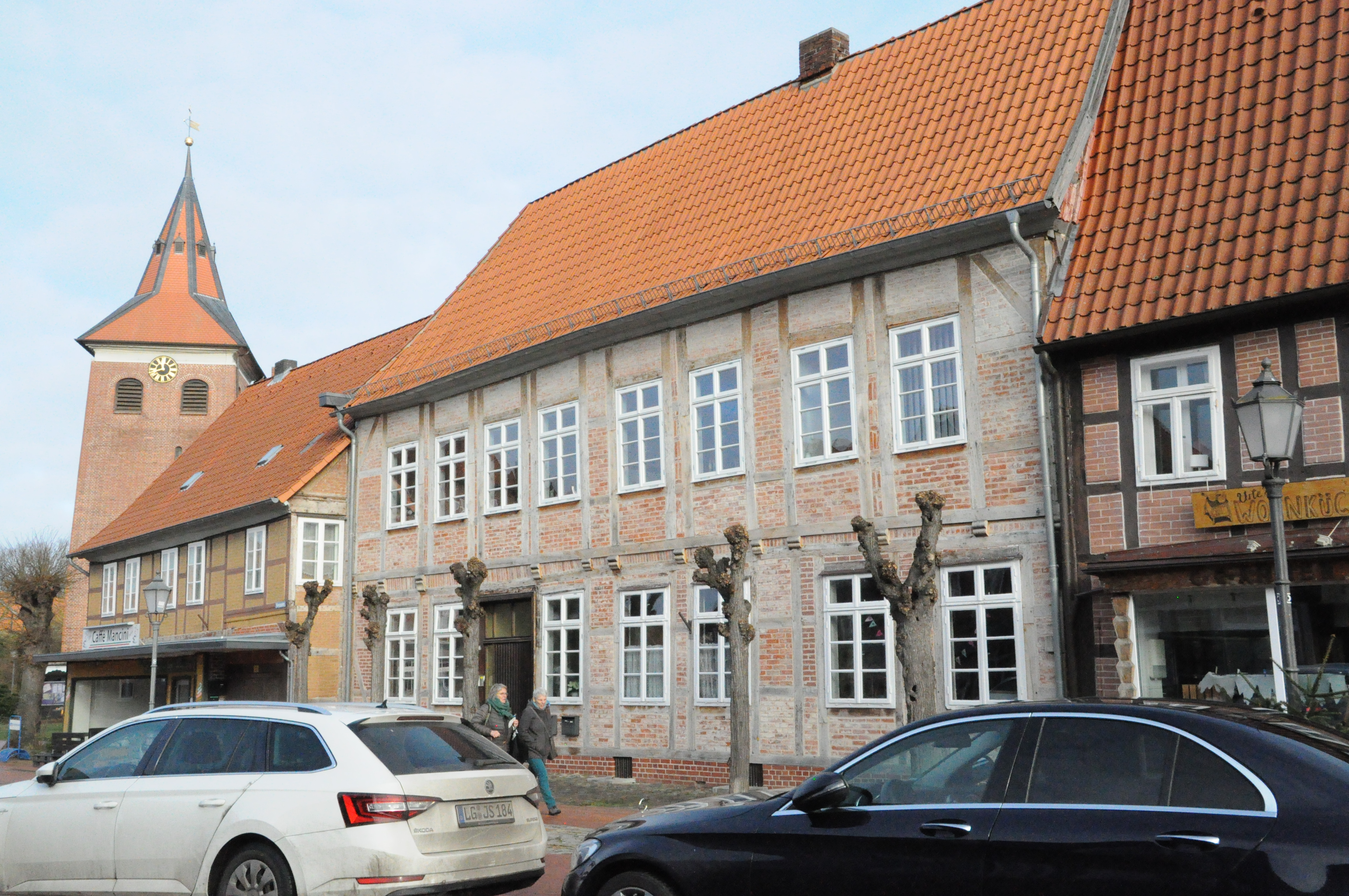
Huizen aan de Breite Straße, begin 19e eeuw
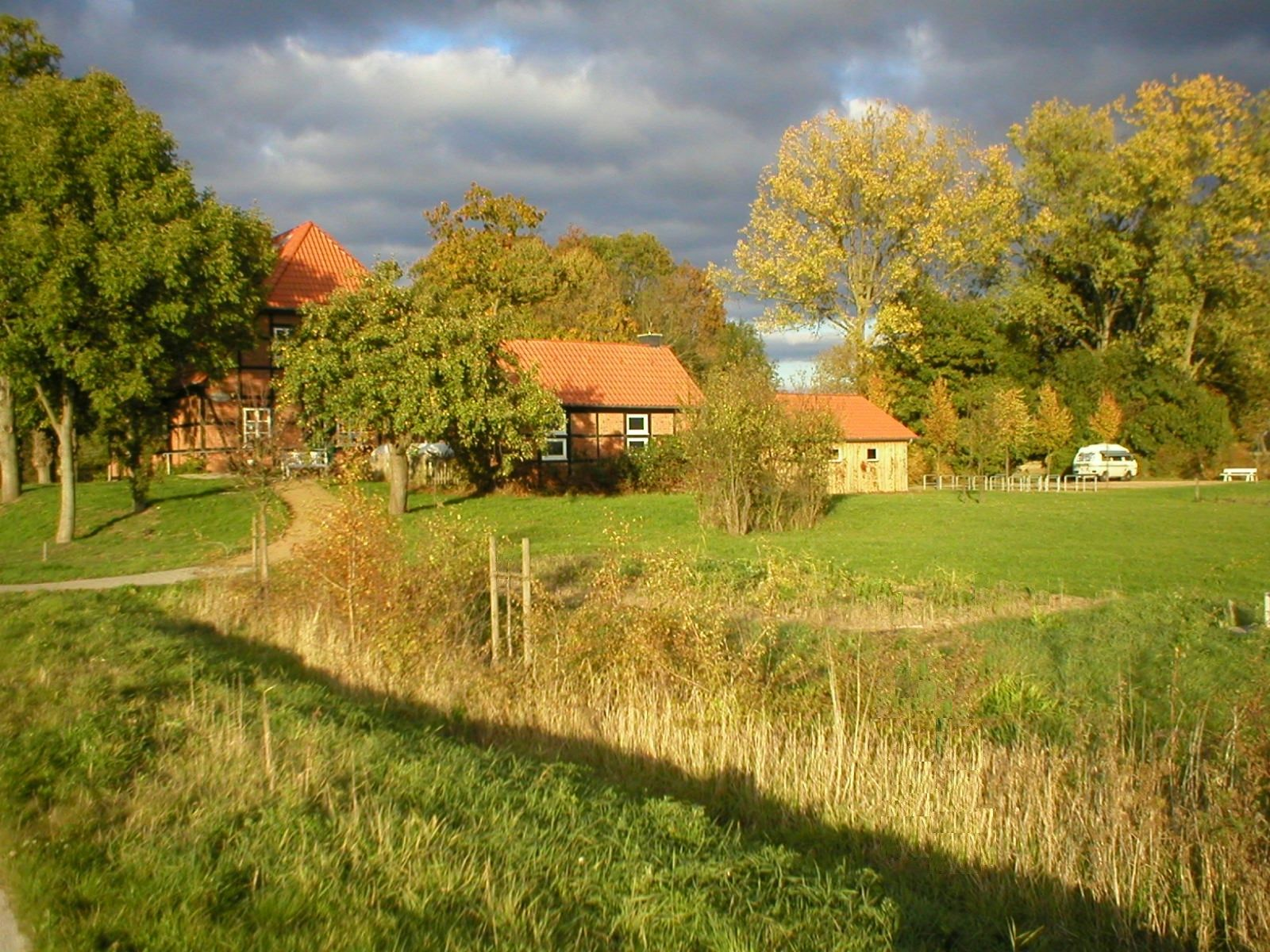
Alte Schule Radlerherberge, Neu-Bleckede, met klein museum over o.a. de Duits-Duitse grens die hier liep
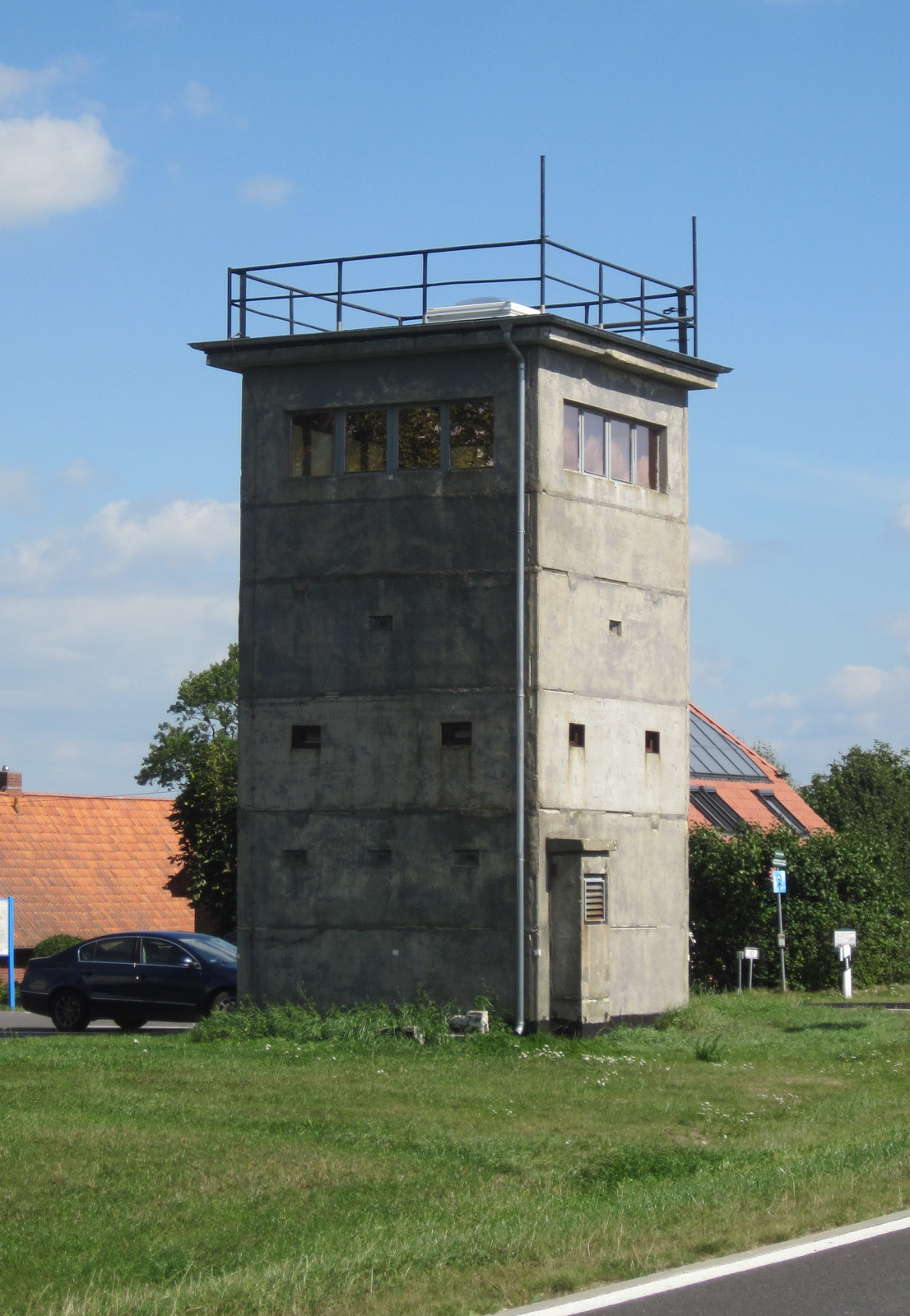
Voormalige DDR-grenswachttoren dichtbij Neu Bleckede
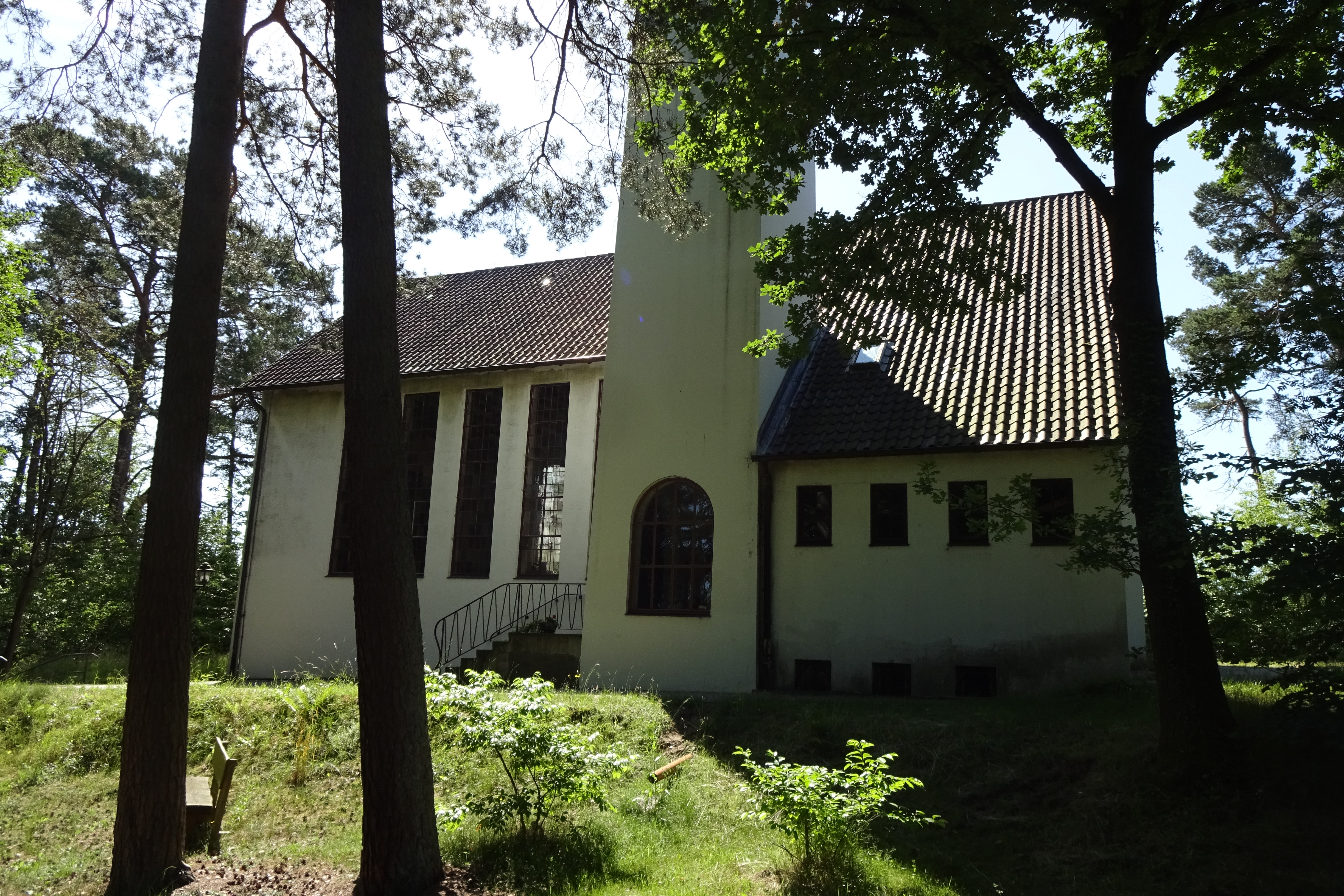
Alt Garge, Verlosserkerk
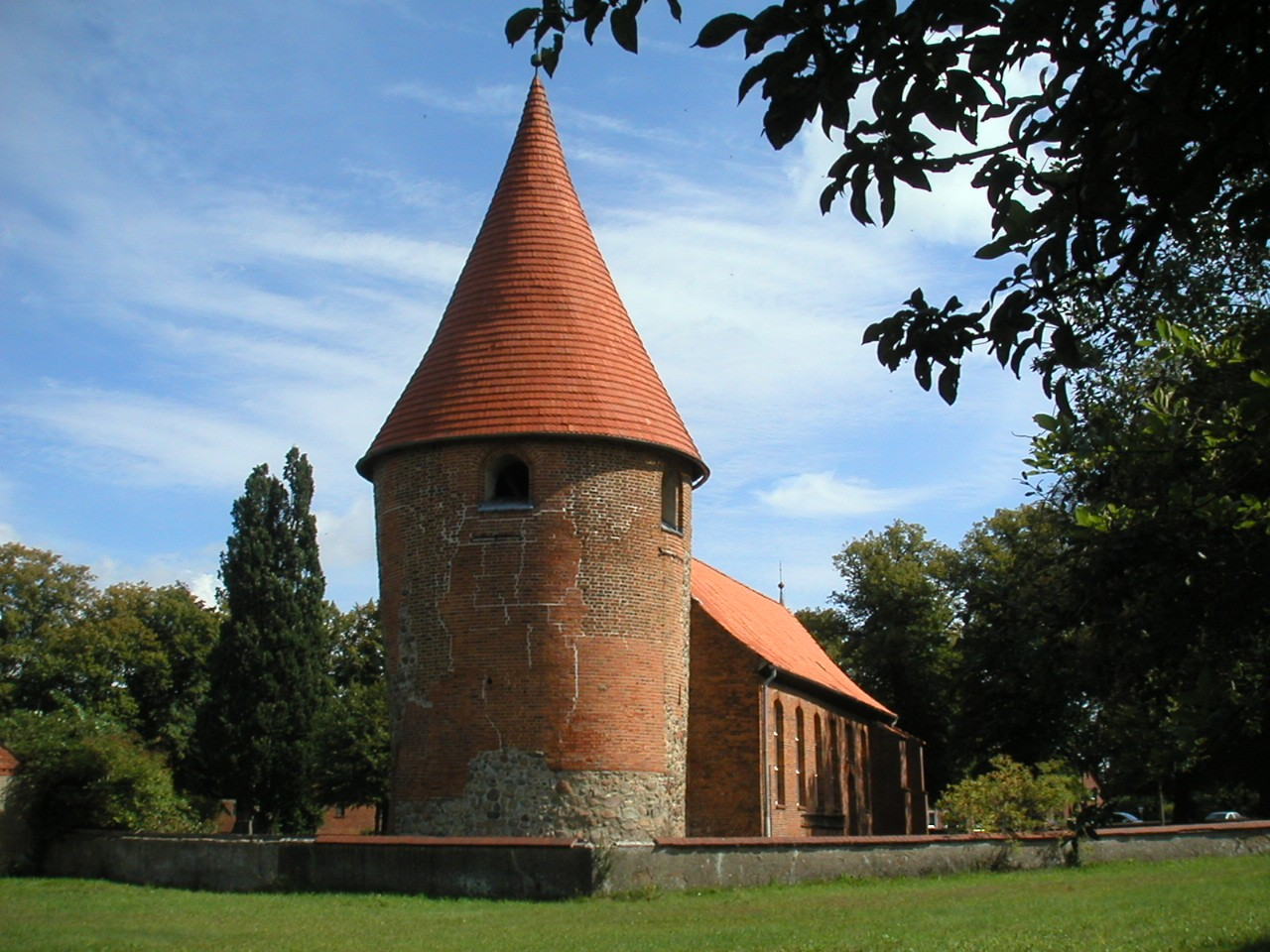
Sint-Vituskerkje te Barskamp
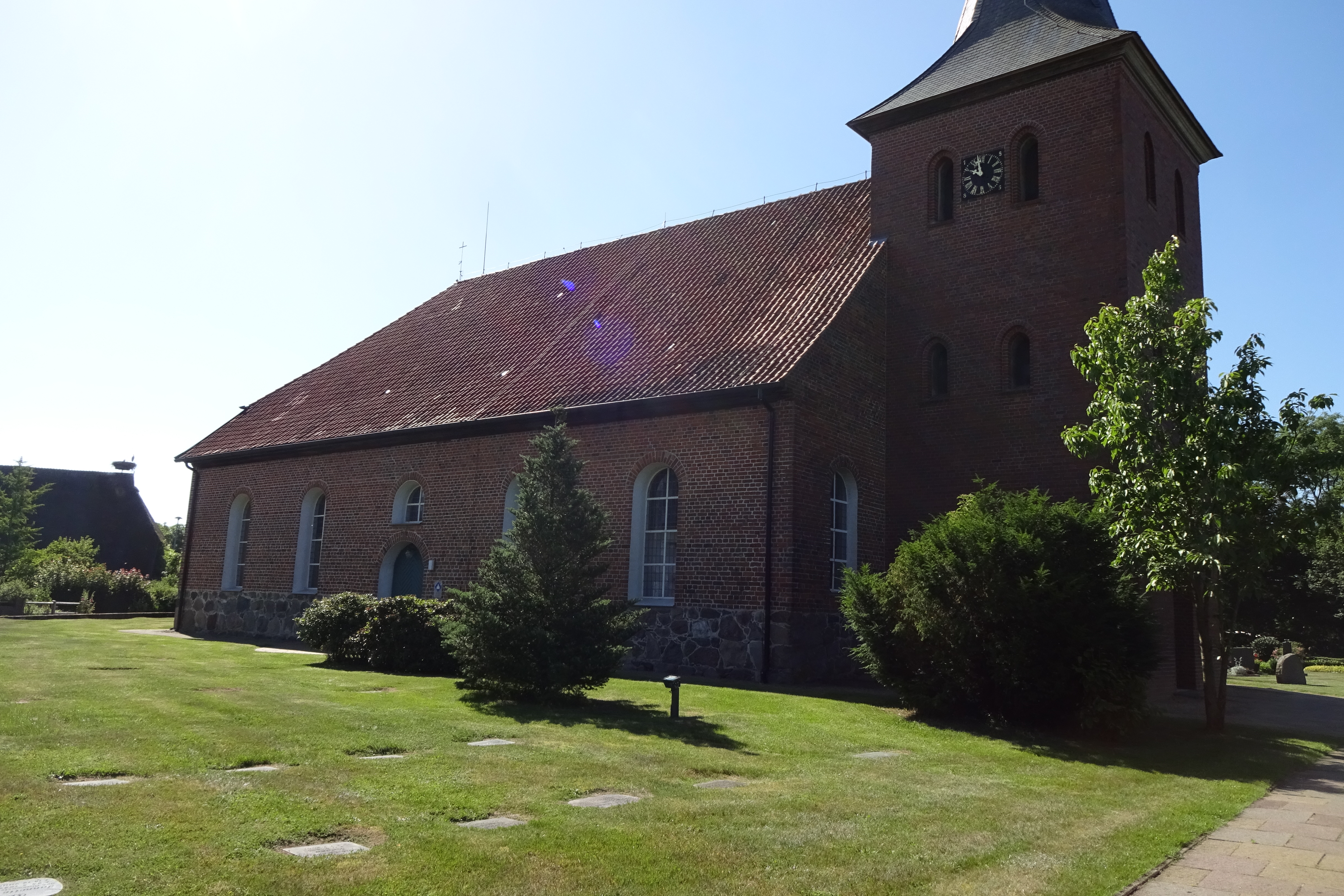
Maarten-Lutherkerk, Garlstorf
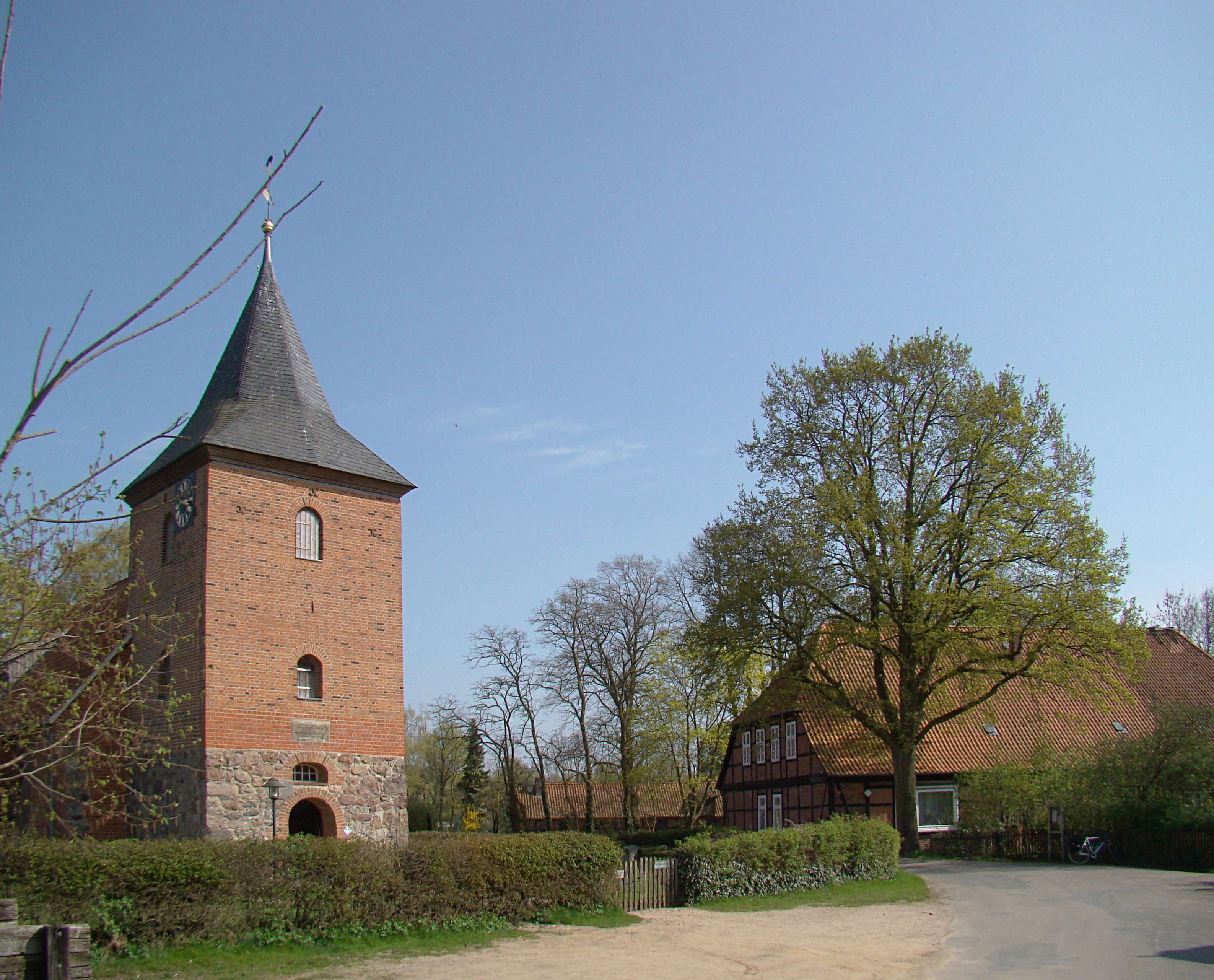
Gezicht op Radegast met links de evangelisch-lutherse dorpskerk (1452)
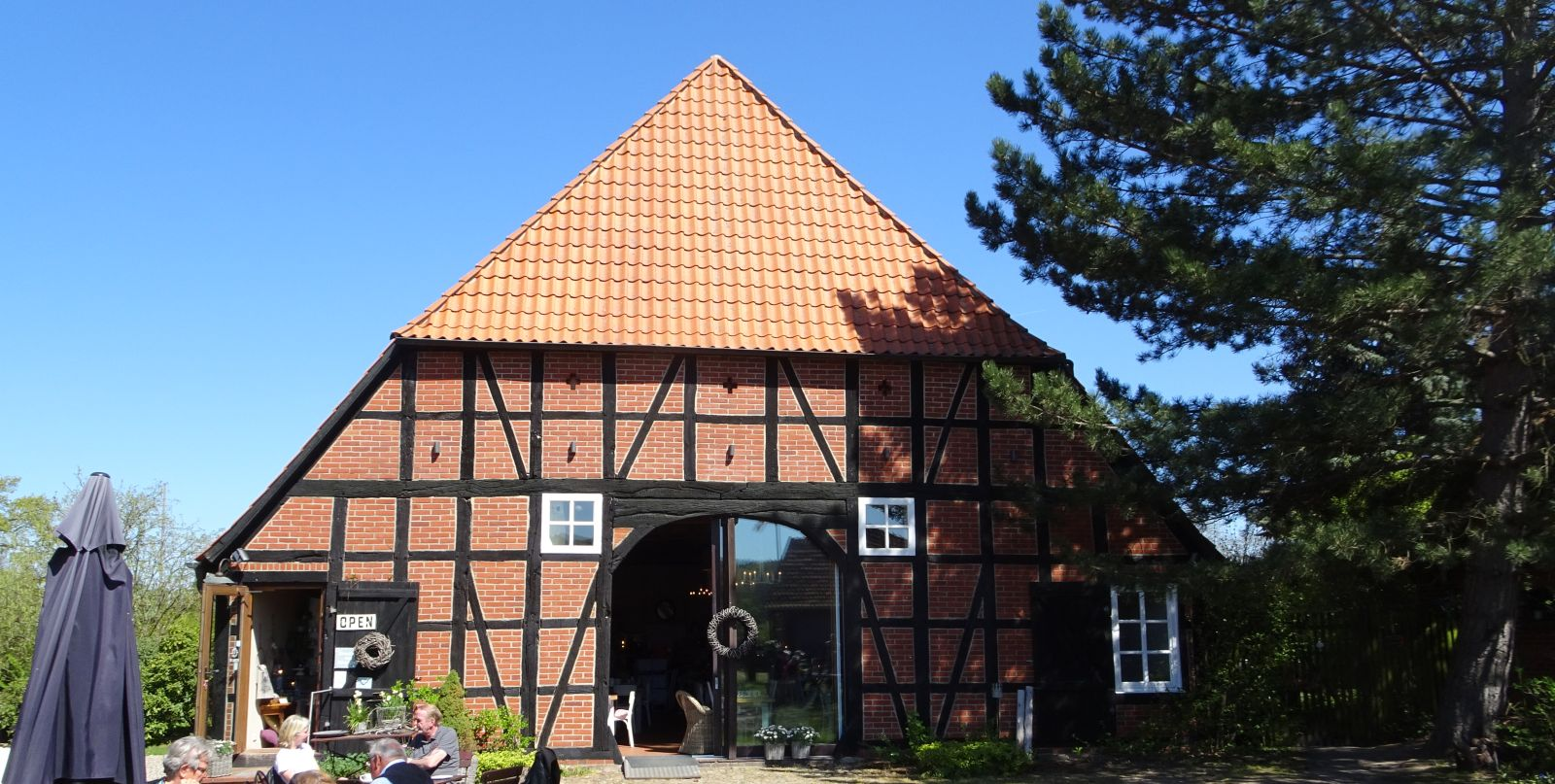
Historische vakwerkboerderij,[5] Walmsburg

## Partnergemeenten
Bleckede onderhoudt een jumelage met de plaatsen Auffay en Tôtes, beide behorende tot het Département Seine-Maritime, Normandië, Frankrijk. 

## Belangrijke personen in relatie tot Bleckede
- Hawoli (Bleckede, 13 september 1935, eigenlijk geheten: Hans-Wolfgang Lingemann), beeldend kunstenaar
- Jörg Immendorff (Bleckede, 14 juni 1945 – Düsseldorf, 28 mei 2007), beeldend kunstenaar
- Gerhard Fietz (Breslau, 25 juli 1910 - Göddingen bij Bleckede, 4 maart 1997), abstract beeldend kunstenaar, binnen de kunstenaarsgroep ZEN 49 een artistiek geestverwant van Rupprecht Geiger, exposeerde in 1957 in het Stedelijk Museum Amsterdam; verbleef vanaf 1959 van tijd tot tijd op het eiland Terschelling.